# Fuelleborn-malawisügér
A Fuelleborn-malawisügér (Labeotropheus fuelleborni) Afrikában őshonos, a bölcsőszájú halak családjába tartozó, díszhalként is tartott édesvízi halfaj. Nevét a trópusi betegségekre specializálódott német orvosról, Friedrich Füllebornról kapta.

## Megjelenése

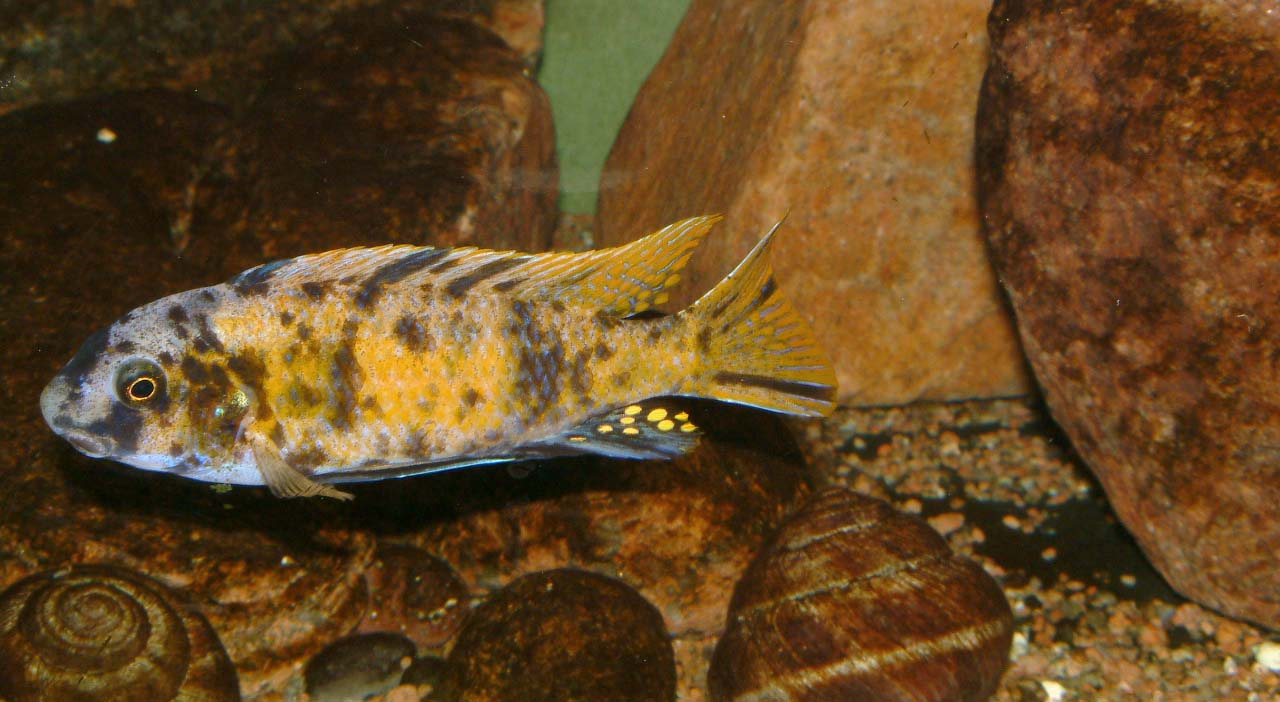
Egy nőstény sügér

A Fuelleborn-malawisügér tipikus „mbuna” testalkatú bölcsőszájú hal. Hossza a természetes környezetében 12 cm, míg fogságban 15 centiméteresre is megnőhet. A hímek valamivel nagyobbak a nőstényeknél. Színezetük igen változatos, a hímek általában mélykékek, 8-12 sötétebb függőleges csíkkal az oldalukon. A nőstények narancssárgák, sötétbarna márványozással (úgynevezett „narancslekvár” színezet). Uszonyaik (az áttetsző mellúszók kivételével) narancssárgák, a hímeknél kékes árnyalattal, a nőstények esetében a sötét márványozottság az úszókon is megfigyelhető. Léteznek sötétkékkel márványozott világoskék hímek és világosszürke nőstények; Likoma szigeténél a faj egyszínű világoskék verziója fordul elő, míg a Mbenji-szigeteknél világoskék alapon narancsfoltos színváltozat él. A szemek és orrlyukak magasságában, azokat összekötő sötétebb sáv is előfordulhat.   

## Előfordulása és életmódja

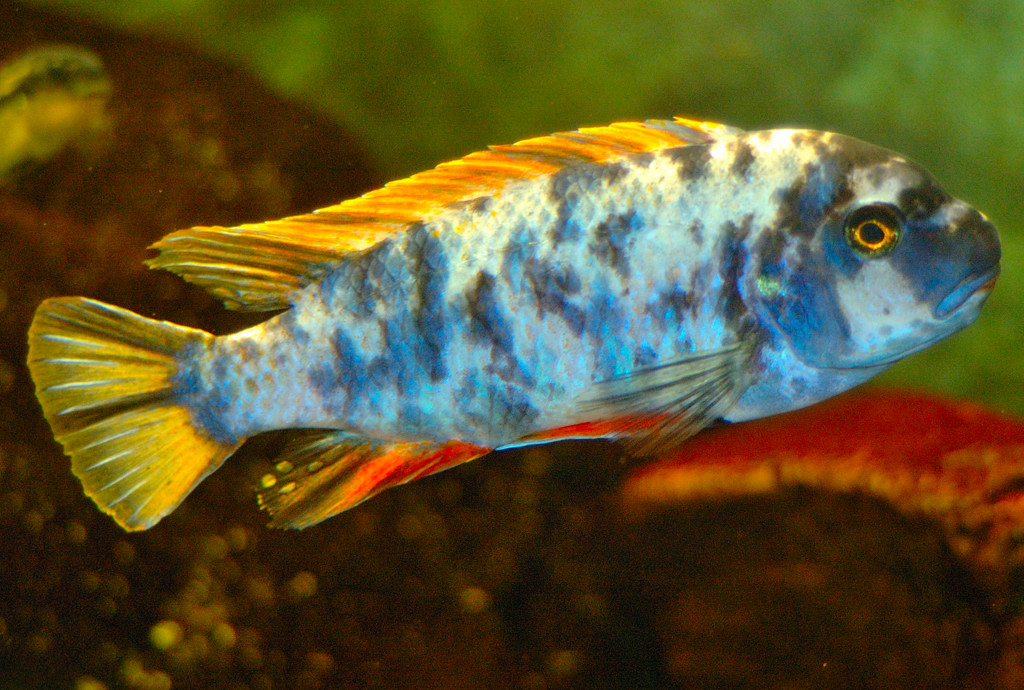
Kéken márványozott hím

A Fuelleborn-malawisügér a kelet-afrikai Malawi-tóban élő, endemikus faj. Szinte a tó egész területén (az északkeleti, tanzániai partvidék kivételével), a sekély, partközeli, litorális régióban fordul elő. Élőhelyén a víz gyakran hullámzik és magas az oxigéntartalma. Mindenevő, a kövek algabevonatának lelegelésén kívül férgeket, rovarokat, apró rákokat is eszik. Jellegzetesen lefelé görbülő szája és izmos felső ajka is a sziklafelületre tapadt moszatok lekaparásához alkalmazkodott.
A hímek agresszívan védik területüket. Szájköltő hal, a nőstény a szájában őrzi 25-60 megtermékenyített ikráját, míg 3-4 hét múlva ki nem kelnek az ivadékok. Ez alatt az idő alatt nem táplálkozik.

## Akváriumi tartása
Legalább 160 liter vizet igényel, amelynek a hőmérséklete 24-28 °C, pH-ja 7,6-8,8 lehet. Szüksége van vizének jó átlevegőztetésére. A dísznövényeket hajlamos megenni. Ha az akváriumba egész csapatot helyeznek el, a hímek nem tudnak territóriumot kialakítani és csökken a halak közötti agresszió.